# حزقيال كاراسكو
حزقيال كاراسكو (بالإسبانية: Juan Carrasco)‏ هو عسكري مكسيكي، ولد في 24 يونيو 1876 في مازاتلان في المكسيك، وتوفي في 8 نوفمبر 1922 في ولاية ناياريت في المكسيك.